# Анаплазма
Анаплазма (лат. Anaplasma) — род бактерий из семейства Ehrlichiaceae класса альфа-протеобактерий: кровепаразиты жвачных животных и человека.

## Описание
Форма тела округлая, диаметр до 1 мкм. Размножаются делением. Распространены анаплазмы по всей земле. Вызывают заболевания крови (анаплазмозы). В красных кровяных клетках крупного рогатого скота паразитирует Anaplasma marginale, у овец и коз — Anaplasma ovis. Гранулоцитарный анаплазмоз человека вызывает Anaplasma phagocytophilum.

## Классификация
На декабрь 2020 года в род включают 6 признанных видов:
- Anaplasma bovis (ex Donatien and Lestoquard 1936) Dumler et al. 2001
- Anaplasma caudatum (ex Kreier and Ristic 1963) Ristic and Kreier 1984
- Anaplasma centrale (ex Theiler 1911) Ristic and Kreier 1984
- Anaplasma marginale Theiler 1910typus
- Anaplasma ovis Lestoquard 1924
- Anaplasma phagocytophilum corrig. (Foggie 1949) Dumler et al. 2001

Также в род включают несколько видов, описанных с нарушением МКНП, и кандидатов.